# Салиенская волость
Салиенская волость (латыш. Salienas pagasts, в Российской империи называлась Саллонайская волость) — одна из 25 волостей Аугшдаугавского края Латвии. Административным центром волости является село Салиена.